# Freshman

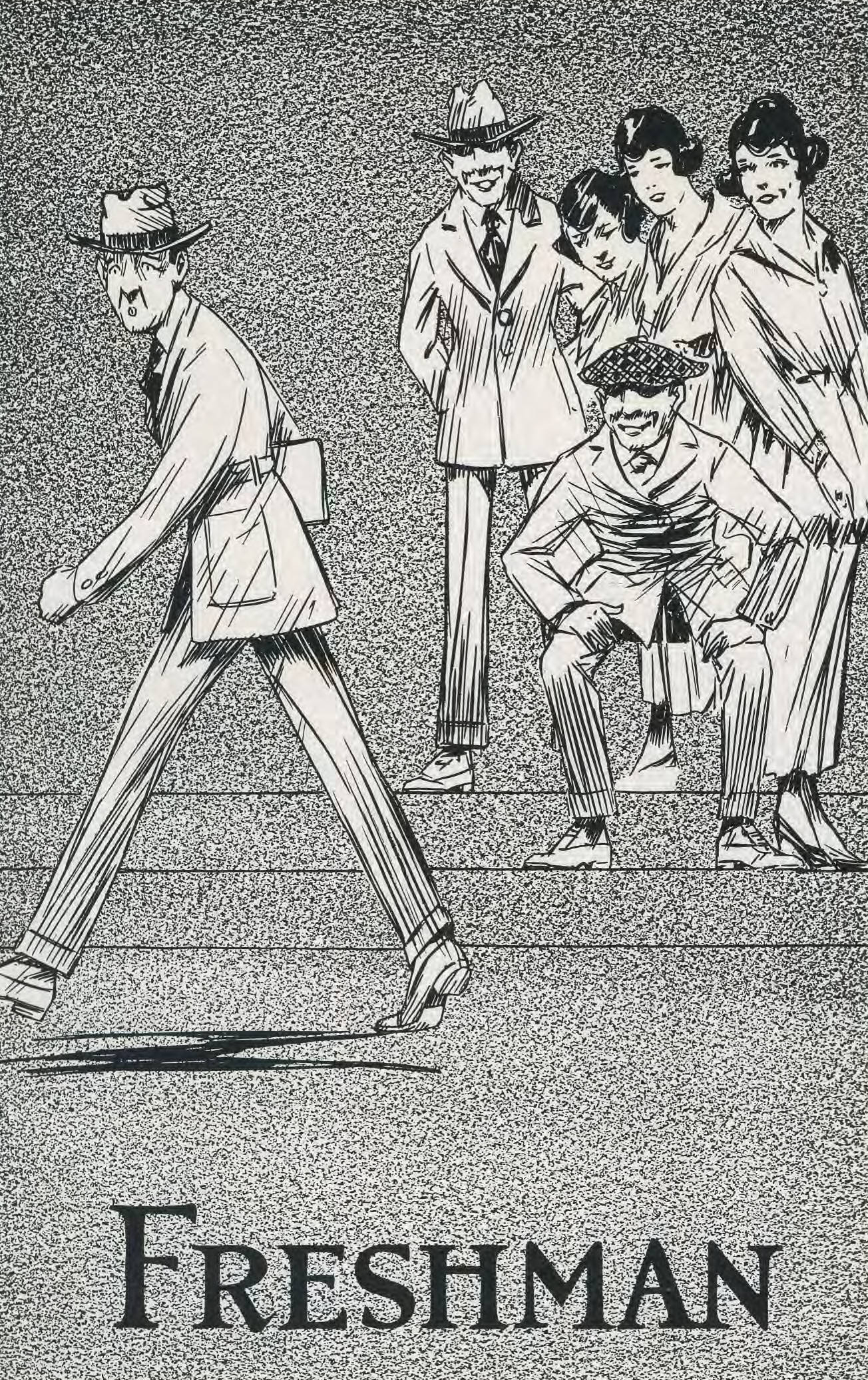
Caricature du Freshman.

Dans certains pays anglophones, le terme épicène freshman (ou frosh) désigne un élève ou un étudiant de première année dans l'enseignement secondaire ou supérieur (université).

## Origines et évolution
D'après Merriam - Webster's, au XVe siècle le terme freshman est synonyme de novice dans un ordre religieux. L'expression avait aussi le sens péjoratif de « petit nouveau » ou « bleu ».
Certaines communautés emploient des expressions alternatives, comme frosh, freshpeople, first-year, freshperson.

## Angleterre et pays de Galles
En anglais britannique, les étudiants de première année à l'université sont couramment appelés les freshers, même si l'expression first years est plus courante. La première semaine du trimestre est souvent appelée fresher's week : les étudiants n'ont pas cours et participent à des activités de nature à favoriser leur intégration,,,,.
Contrairement aux usages en Écosse, l'expression n'est pas utilisée dans l'enseignement secondaire ; les lycéens de première année sont surnommés Year sevens dans l'enseignement secondaire au Royaume-Uni (en),.

## États-Unis
En anglais américain, l'expression freshman est d'usage courant pour désigner un débutant ou un novice, une personne naïve, une première tentative ou action, ou un étudiant de première année dans l'enseignement secondaire ou supérieur.
Dans l'enseignement supérieur (écoles et universités), un freshman est un étudiant de première année ; ce terme est inhabituel au lycée. Certains établissements, dont ceux qui accueillaient seulement des femmes, préfèrent utiliser le terme first year,.